# Jake Gardiner
Jake Gardiner (ur. 4 lipca 1990 w Minnetonce) – amerykański hokeista występujący na pozycji obrońcy w Toronto Maple Leafs z National Hockey League (NHL). Wybrany przez drużynę Anaheim Ducks z 17. numerem w pierwszej rundzie NHL Entry Draft 2008. Reprezentant Stanów Zjednoczonych, brązowy medalista mistrzostw świata 2015.

## Kariera
Gardiner został wydraftowany przez Anaheim Ducks z 17. numerem podczas NHL Entry Draft 2008. 9 lutego 2011 wraz z Joffreyem Lupulem (oraz wyborem w 4. rundzie draftu 2013) zostali oddani do Toronto Maple Leafs, w zamian za François Beauchemin'a. 15 marca 2011 zaakceptował warunki 3-letniego kontraktu (entry-level contract) z drużyną z Toronto. Sezon 2011-12 rozpoczął w barwach Leafs, a swojego pierwszego gola w NHL zdobył 24 stycznia 2012, kiedy to pokonał Ala Montoyę, bramkarza New York Islanders. Po zakończeniu sezonu i zdobyciu 30 punktów w 75 spotkaniach, Gardiner został wybrany do NHL All-Rookie Team. 29 lipca 2014 przedłużył swój kontrakt z Leafs o kolejne 5 lat; w tym czasie ma zarobić 20,25 mln dolarów. Reprezentował Stany Zjednoczone na mistrzostwach świata w 2014 oraz w 2015, gdzie zdobył brązowy medal. We wrześniu 2019 podpisał czteroletni kontrakt z Carolina Hurricanes.

## Statystyki

### Sezon zasadniczy i play-off
| 2006–07     | Minnetonka Skippers     | MSHSL       | 23  | 10 | 22  | 32  | 20  | —  | — | — | —  | —  |
| 2007–08     | Minnetonka Skippers     | MSHSL       | 25  | 16 | 27  | 43  | 18  | —  | — | — | —  | —  |
| 2008–09     | University of Wisconsin | WCHA        | 39  | 3  | 18  | 21  | 16  | —  | — | — | —  | —  |
| 2009–10     | University of Wisconsin | WCHA        | 41  | 6  | 7   | 13  | 20  | —  | — | — | —  | —  |
| 2010–11     | University of Wisconsin | WCHA        | 41  | 10 | 31  | 41  | 24  | —  | — | — | —  | —  |
| 2010–11     | Toronto Marlies         | AHL         | 10  | 0  | 3   | 3   | 4   | —  | — | — | —  | —  |
| 2011–12     | Toronto Marlies         | AHL         | 4   | 0  | 2   | 2   | 2   | 17 | 2 | 9 | 11 | 10 |
| 2011–12     | Toronto Maple Leafs     | NHL         | 75  | 7  | 23  | 30  | 18  | —  | — | — | —  | —  |
| 2012–13     | Toronto Marlies         | AHL         | 43  | 10 | 21  | 31  | 12  | —  | — | — | —  | —  |
| 2012–13     | Toronto Maple Leafs     | NHL         | 12  | 0  | 4   | 4   | 0   | 6  | 1 | 4 | 5  | 0  |
| 2013–14     | Toronto Maple Leafs     | NHL         | 80  | 10 | 21  | 31  | 19  | —  | — | — | —  | —  |
| 2014–15     | Toronto Maple Leafs     | NHL         | 79  | 4  | 20  | 24  | 24  | —  | — | — | —  | —  |
| 2015–16     | Toronto Maple Leafs     | NHL         | 79  | 7  | 24  | 31  | 32  | —  | — | — | —  | —  |
| 2016–17     | Toronto Maple Leafs     | NHL         | 82  | 9  | 34  | 43  | 13  | 6  | 1 | 2 | 3  | 4  |
| 2017–18     | Toronto Maple Leafs     | NHL         | 82  | 5  | 47  | 52  | 32  | 7  | 0 | 2 | 2  | 2  |
| NHL łącznie | NHL łącznie             | NHL łącznie | 489 | 42 | 173 | 215 | 159 | 19 | 2 | 8 | 10 | 6  |

### Międzynarodowe
| Rok                | Drużyna            | Turniej            | Wynik              | M  | G | A | Pkt | Min |
| ------------------ | ------------------ | ------------------ | ------------------ | -- | - | - | --- | --- |
| 2010               | Stany Zjednoczone  | MŚJ                | 1st                | 7  | 0 | 3 | 3   | 4   |
| 2014               | Stany Zjednoczone  | MŚ                 | 6                  | 8  | 1 | 3 | 4   | 0   |
| 2015               | Stany Zjednoczone  | MŚ                 | 1st                | 8  | 1 | 0 | 1   | 0   |
| Juniorskie łącznie | Juniorskie łącznie | Juniorskie łącznie | Juniorskie łącznie | 7  | 0 | 3 | 3   | 4   |
| Seniorskie łącznie | Seniorskie łącznie | Seniorskie łącznie | Seniorskie łącznie | 16 | 2 | 3 | 5   | 0   |